# Baynia
Baynia es un género es un género de polilla monotípico perteneciente a la familia Geometridae. Fue descrita por primera vez por Louis Beethoven Prout en 1910. Se encuentra distribuida con endemismo en Argentina. Cuenta con dos especies: B. dismutata Warren, 1904 y B. odontota Prout, 1910.